# When the Smoke Clears
| Recensione       | Giudizio |
| ---------------- | -------- |
| Allmusic         |          |
| Blabbermouth.net | 6.5/10   |

When the Smoke Clears è il quinto album in studio del gruppo rock statunitense Hinder, pubblicato nel 2015.
È il primo album senza Austin Winkler, fondatore del gruppo.

## Tracce
1. Rather Hate Than Hurt – 3:36
2. Hit the Ground – 3:29
3. Wasted Life – 3:11
4. If Only for Tonight – 3:37
5. Intoxicated – 2:55
6. Dead to Me – 3:56
7. Foolish Eyes – 3:26
8. Nothing Left to Lose (Nine Left Dead cover) – 3:47
9. Letting Go – 3:22
10. I Need Another Drink – 3:20

## Formazione
- Marshal Dutton – voce, chitarra
- Joe Garvey – chitarra
- Mark King – chitarra, cori
- Mike Rodden – basso, cori
- Cody Hanson – batteria